# Rockfield willow
『Rockfield willow』（ロックフィールド・ウィロウ）は、日本の女性ロック歌手・田村直美のアルバムである。2008年10月22日発売。

## 概要
「PEARL」の第2期の同僚だったFENCE OF DEFENSEの北島健二をプロデューサーに迎えた。「Hello Again」は北島がギターで参加した最大のヒットシングル「ゆずれない願い」のセルフアンサーソング。

## 収録曲
1. ハバネロ激辛の旅
作詞：田村直美　作曲：田村直美・角田崇徳
2. everybody fun everybody fly
作詞：田村直美　作曲：田村直美・Joey Carbone
3. The Garden
作詞：田村直美　作曲：安原兵衛
4. Rockfield willow
作詞：田村直美　作曲：北島健二
5. 1963
作詞：田村直美　作曲：田村直美・角田崇徳
6. 君に贈るLove letter
作詞：田村直美　作曲：田村直美・角田崇徳
7. Alchemist
作曲：北島健二
8. Inner Silence
作詞：田村直美　作曲：田村直美・角田崇徳
9. Starry heavens
作詞：田村直美　作曲：田村直美・角田崇徳
10. 栄光ノルウレット
作詞・作曲：田村直美・角田崇徳
11. Mother Ship
作詞：田村直美　作曲：田村直美・角田崇徳
12. Hello Again
作詞：田村直美　作曲：重永亮介

## レコーディング参加
- 北島健二（FENCE OF DEFENSE） - ギター
- 明石昌夫 - ベース
- 小柳昌法（GaGaalinG） - ドラム
- 佐藤達也 - ピアノ、オルガン